# Кахароле
Кахароле (бенг. কাহারোল, англ. Kaharole) — город на севере Бангладеш, административный центр одноимённого подокруга. Площадь города равна  4,51 км². По данным переписи 2001 года, в городе проживало 5293 человека, из которых мужчины составляли 52,75 %, женщины — соответственно 47,25 %. Плотность населения равнялась 1174 чел. на 1 км². Уровень грамотности населения составлял 37,5 % (при среднем по Бангладеш показателе 43,1 %). 